# Karsówka
Karsówka (deutsch Mühlbach) ist ein Dorf in der polnischen Landgemeinde Trzebiel im Landkreis Żary (Woiwodschaft Lebus).

## Geographie
Karsówka liegt südöstlich des Muskauer Faltenbogens und rund 10 Kilometer östlich der Grenzstadt Łęknica in der Priebusser Heide. Mit den Nachbarorten Wierzbięcin (Kochsdorf) und Siemiradz (Neudorf) bildet Karsówka ein Schulzenamt.
Als Bodenschätze wurden Braunkohle und Ton abgebaut.

## Geschichte

### Ortsgeschichte
Das Dorf wurde am 15. Mai 1464, dem Dienstag vor Pfingsten, erstmals urkundlich erwähnt, als Johann II. als Herzog von Sagan die Heidemühle am Schrotwasser bei Dubrau an Heinze Unwürde zu Reichenau verlieh und dabei den Mahlzwang für die Einwohner von Hermsdorf, Mühlbach und Wendisch Musta festgelegt hatte.
In der Zeit, in der das Herzogtum in drei Kreise eingeteilt war, gehörte das Dorf zum Priebussischen Kreis. Ebenfalls war das Dorf nach Priebus gepfarrt.
Melcher von Oppel zu Petersdorf baute 1528 auf Mühlbacher Grund eine Mühle, als Gegenleistung garantierte er den Bewohnern sowie dem Triebelschen Grundherrn von Schönaich die „ewige Hutung“.
1540 wurde Mühlbach als sagansches Kammergut durch Herzog Heinrich von Sachsen an den von Schönaich, 1543 durch Heinrichs Nachfolger Moritz an den von Metzrode verlehnt. Später gelangte das Dorf an die von Löben, 1670 an Karl Rudolf von Bibran und 1689 an Johann Balthasar von Dießel. Das Rittergut ging später ein, von ihm blieb nur noch ein Restgut sowie der Park.
Bis zur Eröffnung der Schule im Jahr 1914 wurden die Kinder in Dubrau unterrichtet. Neben der Landwirtschaft waren im frühen 20. Jahrhundert drei Töpfereien gewerbliche Arbeitgeber.
Durch die Auflösung des Kreises Sagan kam dessen westlicher Teil, darunter auch Mühlbach mit der nordöstlich davon gelegenen Kolonie Neudorf, 1932 an den Kreis Rothenburg.
Nach dem Zweiten Weltkrieg lag das Dorf infolge der Westverschiebung Polens auf der polnischen Seite der Oder-Neiße-Linie. Gemeinsam mit den meisten anderen Gemeinden des Ostteils des Rothenburger Kreises kam die nun als Karsówka bezeichnete Gemeinde zum Powiat Żarski, der aus dem polnischen Anteil des Sorauer Kreises hervorgegangen ist.

### Bevölkerungsentwicklung
| Jahr | Einwohner |
| ---- | --------- |
| 1910 | 282       |
| 1933 | 318       |
| 1939 | 318       |
| 2011 | 93        |

Eine Urkunde aus dem Jahr 1689 nennt sieben Bauern, die alle Deutsche waren.
Um 1800 gab es im Dorf elf Gärtner- und zwei Häuslerstellen, in Neudorf gab es vier Gärtner.
Anfang des 20. Jahrhunderts lag die Einwohnerzahl bei 282 (1910), bis 1933 stieg sie auf 318. Im Mai 1939 war der Stand unverändert.